# Caroline av Hessen-Rheinfels-Rotenburg

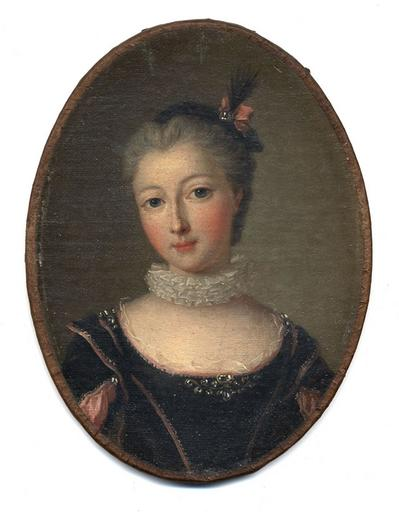
Caroline av Hessen-Rheinfels-Rotenburg.

Caroline av Hessen-Rheinfels-Rotenburg, född 1714, död 1741, var en fransk prinsessa, prinsessa de Condé; gift 1728 med prins Louis Henri I av Bourbon.
Caroline beskrivs som söt och fanns år 1725 liksom Marie Leszczyńska upptagen på listan över tänkbara brudar till Ludvig XV. Hon valdes bort av Ludvig Henrik I av Bourbon, som det sades, på grund av sitt temperament. I stället valdes Marie Leszczyńska ut som brud till Ludvig medan Caroline valdes ut av Ludvig Henrik I till honom själv. 
Vigseln ägde rum 1728. Maken var förvisad till landsbygden 1725-1730 och det dröjde därför två år innan hon blev presenterad vid hovet. År 1733 inledde hon ett förhållande med den ökände förföraren Jean-Baptiste de Sade, far till markis de Sade, vilken hade gift sig med hennes hovdam för att komma henne nära; förhållandet varade till 1739.